# Seznam kompleksnih in algebrskih ploskev
V Seznamu kompleksnih in algebrskih ploskev so navedene ploskve, ki imajo ime (so imenovane).
Oznaka {\displaystyle \kappa \,} pomeni Kodairovo razsežnost, ki deli ploskve na štiri skupine.

## Algebrske in kompleksne ploskve
- Abelove ploskev (κ = 0) dvorazsežne Abelove varietete
- algebrske ploskve
- Barlowe ploskve splošni tip, enostavno povezane
- Barthove ploskve ploskve s stopnjo 6 in 10 z večjim številom vozlov
- Beauvillove ploskve Splošni tip
- bieliptične ploskve (κ = 0) Isto kot hipereliptične ploskve
- Bordigove ploskve A degree-6 embedding of the projective plane into P4 defined by the quartics through 10 points in general position.
- Burniatove ploskve
- Campedellijeve ploskve Splošna vrsta
- Castelnuovove ploskve Splošna vrsta
- cataneseove ploskve Splošna vrsta
- Cayleyjeva ploskev Racionalna ploskev. Kubična ploskev s 4 vozli.
- Châteletove ploskve Racionalna ploskev.
- ploskve razreda VII κ = −∞, nealgebrska.
- Clebschova ploskev Racionalna ploskev. Ploskev Σxi = Σxi3 = 0 v P4.
- Cobleove ploskve Racionalna ploskev.
- kubične ploskve Racionalna ploskev.
- Del Pezzove ploskve Racionalna ploskev.
- Dolgacheve ploskve eliptična ploskev.
- eliptične ploskve Ploskve z eliptično fibracijo.
- Enokijeva ploskev razred VII.
- Enriquesove ploskve (κ = 0).
- nenavadne ploskve: Picardovo število ima največjo možno vrednost h1,1.
- lažna projektivna ravnina Splošna vrsta ploskve, odkril jo je Mumford
- Fanova ploskev  Lahko pomeni tudi Del Pezzovo ploskev.
- Fermatova ploskev stopnje d: Rešitev enačbe wd + xd + yd + zd = 0 v P3.
- splošni tip κ = 2
- posplošena Raynaudova ploskev
- Godeauxove ploskve (splošna vrsta ploskve)
- Hilbertove modularne ploskve
- Hirzenbruchove ploskve.
- Hopf surfaces κ = −∞, nealgebrska, razred VII
- Horikawine ploskve splošna oblika ploskve
- Horrocks–Mumfordove ploskve. To so abelove ploskve stopnje 10 v P4.
- Humbertove ploskve
- hipereliptične ploskve κ = 0, iste kot bieliptične ploskve
- Inoue surfaces κ = −∞, razred VII,b2 = 0.
- Inoue-Hirzebruchove ploskve κ = −∞, nealgebrajska, tip VII, b2>0.
- ploskve K3 κ = 0, supersingularna  ploskev K3.
- Kählerjeve ploskve kompleksne ploskve s Kählerjevo metriko, obstajajo, če in samo, če je prvo Bettijevo število b1 parno  .
- Katova ploskev razred VII
- Kleinova ikozaedrska ploskev  Clebschova kubična ploskev ali njena povečava v 10 točkah.
- Kodairine ploskve κ = 0, nealgebrajske
- Kummerjeve ploskve κ = 0, posebna vrsta ploskev K3.
- minimalne ploskve Ploskve z neracionalnimi  −1 krivuljami.
- Mumfordova ploskev  "lažna projektivna ravnina"
- neklasična Enriquesova ploskev Samo s karakteristiko 2.
- numerične Campedellijeve ploskve ploskve splošnega tipa z istim Hodgeovimi števili kot Campedellijevimi ploskvami.
- numerične Godeauxove ploskve ploskve splošnega tipa z istimi Hodgeovimi števili kot Godeauxove ploskve.
- Plückerjeva ploskev Biracionalna do Kummerjeve ploskve
- projektivna ravnina racionalna ploskev
- resnične eliptične ploskve κ = 1, eliptična ploskev z genusom ≥2.
- kvadrične ploskve racionalne in izomorfnr z P1 × P1.
- kvartične ploskve  nesingularne so ploskve K3.
- kvazi Enriquesova ploskev obstojejo samo s karakteristiko 2.
- kvazieliptična ploskev samo s karakteristiko p > 0.
- kvazihipereliptična ploskev
- kvocientne ploskve: Kvocienti ploskev s končnimi grupami. Primeri: Kummerjeve, Godeauxove, Hopfove, Inouejeve ploskve.
- racionalne ploskve κ = −∞, biracionalne do projektivne ravnine
- Raynaudova ploskev s pozitivno karakteristiko
- rimska ploskev
- linijske ploskve κ = −∞
- Sartina ploskev ploskev stopnje 12 v P3 s 600 vozli.
- Segrejeva ploskev presek dveh kvadrikov, izomorfna s projektivno ravnino s povečavo v 5 točkah
- Steinerjeva ploskev Ploskev v P4 s singularnostmi, ki so biracionalne do projektivne ravnine.
- ploskev splošne vrste κ = 2.
- Togliatijeve ploskve, ploskve stopnje 5 v P3 z 31 vozli.
- unirationalne ploskve Castelnuovo je dokazal, da so vse racionale s karakteritiko 0.
- Veroneseova ploskev Vložitev projektivne ravnine v P5.
- Weddleova ploskev κ = 0, biracionalna do Kummerjeve ploskve.
- Bela ploskev racionalna ploskev.
- Zariskijeve ploskve